# أريجيت سينغ
أريجيت سينغ (بالبنغالية: অরিজিৎ সিং)‏ (بالهندية: अरिजीत सिंह) هو مغني مطرب ومبرمج موسيقى. ولد في (25 أبريل 1987) بجياغاتي بولاية بنغال الغربية بالهند. بدأت مسيرته أثناء مشاركته في برنامج اكتشاف المواهب (Fame Gurukul) عام 2005، والذي خسر في نهائيات المسابقة. وبعد ذلك اشترك في برنامج آخر (10 كه 10 لو غاي ديل) والنتيجة كانت فوزه عكس البرنامج السابق، ثم حاول المطرب بناء نفسه بنفسه وبدأ بكتابة أغانيه وأبدع في تأليف الألحان، ثم إلتحق بعدة مؤلفين مرموقين في الساحة الغنائية الهندية ك بربتام، شنكار-إحسان-لوي، فيشال-شيخار وميتون.
أصبح سينغ أكثر شهرة بعد إصداره أغنيته توم هي هو من فيلم عاشقي 2 الذي صدر عام (2013). وفاز بجائزة أفضل مطرب للأغنية ضمن جوائز فيلم فير ال59 في عام 2014، إلى جانب اثنين من ترشيحات أخرى في جوائز فيلم فير ال60.